# 曹子嘉
曹子嘉（？—1647年），蘇州府吳縣人，南明軍事人物。

## 生平
曹子嘉最初跟隨魯王朱以海到舟山，受黃斌卿命聯絡在福建的唐王朱聿鍵，與舅父葉秀芝跟隨吳昜軍隊，擔任總兵，得推薦掛定虜將軍印。隆武二年（1646年）冬天，他和唐世禎在澱山湖起兵，有水師千多人，總兵許瑞、張應明及吳小乙、陸三大王、金蓬頭、季君倩、陳佑、丁惠等二十四人追隨他們；到永曆元年（1647年）三月，曹子嘉與總兵施湯賢被清朝軍隊擒獲，不向土國寶屈服，大罵對方而死。

## 引用
1. 1 2  錢海岳《南明史·卷四十六·列傳第二十二》：曹子嘉，吳縣人。扈魯王舟山。（唐）王入閩，斌卿命入太湖聯絡，與金母舅葉秀芝從易軍，官總兵，薦挂定虜將軍印。
2. ↑  錢海岳《南明史·卷四十六·列傳第二十二》：（隆武）二年冬，與唐世禎起兵澱山湖，有舟師千餘人。總兵許瑞、張應明及吳小乙、陸三大王、金蓬頭、季君倩、陳佑、丁惠等二十四人從之。永曆元年三月，與總兵施湯賢被執，見國寶不屈，大罵死。